# Myro pumilus
Myro pumilus är en spindelart som beskrevs av Ledoux 1991. Myro pumilus ingår i släktet Myro och familjen Desidae.
Artens utbredningsområde är Crozetön. Inga underarter finns listade i Catalogue of Life.